# Santa Margarita (Tiziano)
Santa Margarita es un óleo sobre lienzo de Tiziano que ilustra la leyenda de Margarita de Antioquía. Hay autentificadas dos versiones en España: la primera se conserva en el Real Monasterio de San Lorenzo de El Escorial y la segunda, más conocida y de mayor calidad, en el Museo del Prado en Madrid.

## Historia
Una carta del pintor da fe de que se entregó una primera versión en 1552 al príncipe Felipe, futuro Felipe II de España, quien la depositó en El Escorial. La segunda versión de esta obra, firmada “Titianus” a la derecha a la altura de la cruz blandida por la santa, se conserva en el Museo del Prado. Tiene 2,13 m de alto (de los cuales 31 cm son una adición hecha en el borde superior del original) y 2,11 m de ancho. La fecha de su ejecución es controvertida. Tradicionalmente, siendo además la fecha que parece la más convincente, se ha datado en el período 1560-1565, aunque algunos especialistas sugieren que se hizo entre los años 1554-1558.
Existe una tercera versión, estilísticamente muy similar a la segunda. En algún momento se pensó que era una copia, pero desde la década de 1950 algunos expertos se lo atribuyen al maestro. Esta versión, de 1,98 m de alto y 1,68 m de ancho, figura en una colección privada en Kreuzlingen, Suiza. La fecha de su ejecución es incierta, siendo ciertamente posterior a la primera versión, y quizás anterior a la segunda.
En 2018 se vendió una versión en una subasta de Sotheby's por 2.175.000 dólares.

## Descripción
La considerada primera versión mide 2,10 m de alto por 1,70 m de ancho y se encuentra en el Real Monasterio de San Lorenzo de El Escorial.

Al describir el lienzo del Museo del Prado, el historiador de arte Erwin Panofsky observa que probablemente le habría inspirado el cuadro de Giulio Romano dedicado al mismo tema, bien conocido y apreciado por Tiziano, y que el movimiento de la santa tendría como modelo la postura de Orestes "vengador» que aparece en el panel frontal del sarcófago romano en el Vaticano. Admirador de esta "maravillosa Santa Margarita», comenta:
"Incluso en 1552, el estilo de Tiziano aún no había logrado esa "coexistencia de opuestos" (abundancia y disciplina, pasión y severidad) que distingue a la Santa Margarita de alrededor de 1565 de la obra anterior, más plástica y sinuosa. Sólo en esta última obra altera las relaciones normales de color hasta el punto de representar una figura vestida con una túnica verde de color musgo, sobre un fondo de paisaje con todas las tonalidades posibles de marrón y rojo, pero sin rastro de verde."
Panofsky añade que la calavera que aparece en la esquina inferior derecha del lienzo, motivo característico de las representaciones de la leyenda de San Jorge y el dragón, debe estar relacionada con la fusión de la leyenda de la santa con la historia del personaje bíblico Marta de Betania, hermana de María y de Lázaro, que según la tradición se enfrentó a un dragón, la Tarasca. La ciudad en llamas en el fondo de la pintura, que algunos consideran es Venecia, también sería un recordatorio de que este dragón estaba devastando ciudades.